# Pseudoparatettix ochraceus
Pseudoparatettix ochraceus är en insektsart som först beskrevs av Bolívar, I. 1887.  Pseudoparatettix ochraceus ingår i släktet Pseudoparatettix och familjen torngräshoppor. Inga underarter finns listade i Catalogue of Life.